# Amagats a Bruges
Amagats a Bruges (títol original en anglès: In Bruges) és una pel·lícula dirigida per Martin McDonagh, estrenada el 2008 i doblada al català.

## Argument
Ray (Colin Farrell) i Ken (Brendan Gleeson) són dos assassins a sou irlandesos. De resultes d'una missió que ha anat malament a Londres, són enviats per ordre del seu cap, Harry Waters (Ralph Fiennes), durant dues setmanes a Bruges, a Bèlgica, per fer-se oblidar. Amb una única ordre: no moure’s a l'espera de noves instruccions.
Ken, el més gran dels dos, no es descoratja per les dificultats i li agafa gust a visitar els monuments i carrerons medievals. No és en absolut el cas de Ray, més jove, a qui li irrita aquesta ciutat i és turmentat pel record d'un nen al qual ha matat per error en un precedent contracte (hom s'assabenta que es tracta de fet del seu primer contracte). Forçats a cohabitar, els dos homes, tanmateix, ben diferents, aprenen a conèixer-se i a apreciar-se. Però després d'alguns dies, Harry es posa en contacte amb Ken i li ordena suprimir Ray com a càstig pel nen que ha matat accidentalment...

## Repartiment
- Colin Farrell: Ray
- Ralph Fiennes: Harry Waters
- Brendan Gleeson: Ken
- Éric Godon: Yuri
- Clémence Poésy: Chloë Villette
- Jérémie Renier: Erik
- Elisabeth Berrington: Nathalie
- Jordan Prentice: Jimmy
- Ciarán Hinds: el sacerdot
- Željko Ivanek: Noi canadenc

## Premis i nominacions

### Premis
- 2009. Globus d'Or al millor actor musical o còmic per Colin Farrell
- 2009. BAFTA al millor guió original per Martin McDonagh

### Nominacions
- 2009. Oscar al millor guió original per Martin McDonagh
- 2009. Globus d'Or a la millor pel·lícula musical o còmica
- 2009. Globus d'Or al millor actor musical o còmic per Brendan Gleeson
- 2009. BAFTA a la millor pel·lícula britànica
- 2009. BAFTA al millor actor secundari per Brendan Gleeson
- 2009. BAFTA al millor muntatge per Jon Gregory

## Al voltant de la pel·lícula
- La integritat de la pel·lícula ha estat rodada sobre el terreny, a Bruges, a excepció de l'escena al campanar de Beffroi de Bruges, recreada en estudi.
- Al cartell de la pel·lícula, es veu Colin Farrell amb un gelat de maduixa, tot i que aquesta escena no apareix a la pel·lícula. Figura, en canvi, en les escenes tallades del DVD.
- El personatge de Ray al·ludeix freqüentment al suposat caràcter suïcida dels nans, prenent com a exemple un dels actors de la pel·lícula Bandits, bandits, David Rappaport, que es va suïcidar efectivament el 1990.